# Antoni Wolszlegier
Antoni Wolszlegier, Wolszleger (ur. 13 marca 1853 w Szenfeldzie, zm. 5 stycznia 1922 w Chojnicach) – polski ksiądz rzymskokatolicki i działacz narodowy na Warmii, poseł do Reichstagu w latach 1893–1898, delegat na Polski Sejm Dzielnicowy w Poznaniu w 1918 roku.

## Życiorys
W 1873 ukończył polskie gimnazjum w Chojnicach, po czym studiował filozofię i teologię na uniwersytetach we Wrocławiu, Innsbrucku, Monachium i Würzburgu. 
W 1893 wybrano go na posła do Reichstagu z okręgu wyborczego Olsztyn–Reszel. Był pierwszym w historii posłem reprezentującym Warmię w parlamencie w Berlinie. Mandat pełnił do 1898. W 1896 zaangażował się w wydawanie "Gazety Ludowej" w Ełku. Po przegranym przez Polaków plebiscycie na Warmii w 1920 przejął majątek po bracie i osiadł w Szenfeldzie (Nieżychowice). 